# Абламович, Игнатий Карлович
Игнатий Карлович Абламович (1787—1848, Островок, Волынская губерния) — ординарный профессор, физик. Был первым профессором, читавшим физику в Киевском университете.

## Биография
Происходил из литовских дворян. Родился в 1787 году в семье ротмистра Смоленского и Трокского воеводств. Его братья: Викентий и Иосиф — доктора медицины Виленского университета.
После окончания гимназии 30 июня 1804 года поступил в учительскую семинарию при Виленском университете, по окончании курса 16 июня 1808 года был признан магистром философии; с 1 сентября 1808 года был учителем физики, химии и естественной истории в минской гимназии. 
С 1 октября 1810 года — помощник заведующего физическим кабинетом Виленского университета; с 1 сентября 1813 года — старший учитель физики в виленской гимназии; с 1 сентября 1817 года — адъюнкт-профессор химии Виленского университета. Спустя год был отправлен за границу, где в течение 6 лет совершенствовался в науках, преимущественно в Париже, слушал курсы химии, физики и естественной истории.
С 1827 года — преподаватель естественных наук в Волынском (Кременецком) лицее. 
В 1834 году был переведён в открытый в Киеве университет Святого Владимира, где служил в должности ординарного профессора до 1837 года, когда вышел в отставку по выслуге 25 лет.
Умер в Островке во время холеры 1848 года.

## Научная и преподавательская деятельность
Рукописи не печатал. Наиболее известны написанные им по поручению начальства: «Проект преподавания технологии для профессиональных училищ» и «Конспект курса технологии, имеющего преподаваться в университете св. Владимира». Занимался также технологической химией; физику в университете св. Владимира читал по Бедану и Пулье.
Как писал В. Я. Шульгин, Абламович был «наиболее даровитый, но и наименее полезный из всех профессоров кременецкого состава». «Работал он мало, писал ещё меньше; преподаватель по Пулье и Бедану. Физический кабинет (из Кременецкого лицея) был в жалком состоянии и за всё время Абламовича не пополнялся».